# Нік Векслер
Семюел Ніколас Векслер (англ. Samuel Nicholas Wechsler, нар. 3 вересня 1978, Альбукерке, Нью-Мексико, США) — американський актор.
Відомий ролями Кайла Валенті в підлітковому драматичному серіалі The WB «Roswell» та Джека Портера в драматичному телесеріалі ABC «Помста».

## Життєпис
Векслер народився в Альбукерке, Нью-Мексико, США.
Коли Ніку виповнилося 14, від раку помер його старший брат якому було 24 роки. Після закінчення навчання в середній школі Векслер переїхав до Голлівуду.
Після переїзду до Лос-Анджелесу Нік отримав невелику роль кишенькового злодія у фільмі «Повне коло». Невдовзі після цього його взяли на роль Кевіна «Трека» Сандерса, вундеркінда, зачатого на з'їзді Star Trek, у синдикованому серіалі Team Knight Rider.
Він також з'явився в «Silk Stalkings», «Людині-Лазарю» та у фільмі «Ідеальна гра», знятому безпосередньо на відео.
З 1999 до 2002 року Векслер грав роль Кайла Валенті в телевізійному серіалі «Розуелл». Після цього серіалу він зіграв головні ролі у таких проєктах як Malcolm in the Middle, «North Shore», «Мертва справа», «Розслідування Джордан», «Термінатор: Хроніки Сари Коннор», «У Філадельфії завжди сонячно» та «Chase».
У 2008 році актор знявся в фільмі «Lie to Me» про пару, яка переживає небезпеку відкритих стосунків.
З 2007 до 2008 року він з'являвся в трьох епізодах серіалу Без сліду.
У 2011 році Векслер отримав головну роль Джека Портера в серіалі ABC «Помста», зігравши хлопця головної героїні Емілі Торн.
Після закінчення серіалу «Помста» в 2015 році, Векслер знявся в бойовику NBC «Гравець».
У 2016 році пройшов кастинг на роль у четвертому сезоні поліцейської драми NBC Чиказька поліція. Потім зіграв роль Брендона Коула в серіалі NBC «Відтінки синього».
З 2017 до 2018 року Векслер грав роль Метью Блейсделя в адаптомваному серіалі The CW «Династія».
У 2019 році він отримав роль Райана Шарпа в серіалі NBC «Це ми».

## Фільмографія
Фільми
| Рік  | Назва                            | Роль            | Примітка               |
| ---- | -------------------------------- | --------------- | ---------------------- |
| 2000 | Chicks, Man (Крихітки, чоловіче) | Нік             |                        |
| 2000 | Perfect Game (Ідеальна гра)      | державний суддя | безпосередньо на відео |
| 2008 | Lie to Me (Збреши мені)          | Люк             |                        |
| 2010 | Switchback (Американські гірки)  | Джонатан Вестон |                        |

Серіали
| Рік       | Назва                                 | Роль                 | Примітки                                                                      |
| --------- | ------------------------------------- | -------------------- | ----------------------------------------------------------------------------- |
| 1996      | Full Circle (Замкнуте коло)           | грабіжник            | Телевізійний фільм                                                            |
| 1997      | Team Knight Rider (Лицарі правосуддя) | Кевін «Трек» Сандерс | Головна роль                                                                  |
| 1999–2002 | Roswell (Розуел)                      | Кайл Валенті         | Головна роль Nominated – Teen Choice Awards for Choice Sidekick (2002)        |
| 2003      | Малкольм в центрі уваги               | Донні                | Епізод: «Reese's Party»                                                       |
| 2004      | Tru Calling (Повернути з мертвих)     | Марк Колвін          | Епізод: «D.O.A.»                                                              |
| 2004      | North Shore (Північний берег)         | Джастін Сілвер       | Епізод: "The Big One "                                                        |
| 2005      | Мертва справа                         | Менні                | Епізод: «The Promise»                                                         |
| 2006      | Розслідування Джордан                 | Гуппер               | Епізод: «Thin Ice»                                                            |
| 2006      | Vanished (Зникла безвісти)            | Ґейб Барнет          | Епізоди: «The Velocity of Sara», «Warm Springs»                               |
| 2007–2008 | Без сліду                             | Джо Ґісті            | 3 епізоди                                                                     |
| 2007      | Термінатор: Хроніки Сари Коннор       | Deputy Ridge         | Епізод: Pilot                                                                 |
| 2009      | У Філадельфії завжди сонячно          | Бред                 | 3 епізоди                                                                     |
| 2009      | Past Life (Минуле життя)              | Браян                | Епізод: «Soul Music»                                                          |
| 2010      | Chase (Переслідування)                | Адам Ротшильд        | Епізод: «Above the Law»                                                       |
| 2011–2015 | Помста                                | Джек Портер          | Головна роль Nominated – Teen Choice Awards for Choice TV Actor: Drama (2013) |
| 2015      | The Player (Гравець)                  | Нік                  | 4 епізоди                                                                     |
| 2016      | Recon                                 | Фредді               |                                                                               |
| 2017      | Поліція Чикаго                        | Кенні Рікстон        | Періодична роль (4 сезон)                                                     |
| 2017–2018 | Династія                              | Метью Блейсдел       | 4 епізоди                                                                     |
| 2018      | Shades of Blue (Відтінки синього)     | Ентоні Коул          | Періодична роль (3 сезон)                                                     |
| 2019      | Це ми                                 | Раян Шерп            | Episodes: «Strangers», «Storybook Love»                                       |
| 2019      | Заради всього людства                 | Фред                 | Епізоди: «He Built the Saturn V», «Into the Abyss»                            |
| 2021      | All Rise (Всім встати)                | Deputy Pete Rashel   | 2 епізоди                                                                     |
| 2022      | Хлопаки                               | Блу Гоук             |                                                                               |